# François Chesnais
François Chesnais (Montreal, 22 de janeiro de 1934 – Paris, 29 de outubro de 2022) foi um economista francês, Professor Emérito da Universidade de Paris XIII (área de economia internacional). Foi um grande crítico do neoliberalismo e estudioso do processo de financeirização do capitalismo à luz da obra de Karl Marx. Foi também economista-chefe da OCDE (Organização para a Cooperação e Desenvolvimento Econômico).
François Chesnais é membro da ATTAC (Associação pela Tributação das Transações Financeiras para Ajuda aos Cidadãos) e integrante do Novo Partido Anticapitalista.
O livro A mundialização do capital, publicado no Brasil em 1996, é uma de suas obras de maior repercussão. Em 2016, publica outro livro importante,  Finance Capital Today, no qual analisa o capitalismo mundial no século XXI, incluindo a crise financeira de 2007-2008.
Morreu em 29 de outubro de 2022, aos 88 anos.

## Publicações
- La Mondialisation du capital - Syros, Paris, 1994 (edição de estreia), 1997 (edição aumentada)
- Actualiser l’économie de Marx, Actuel Marx Confrontation, Presses Universitaires de France, Paris, 1995
- La mondialisation financière : genèse, coûts et enjeux (directeur de publication et deux chapitres), Syros, Collection Alternatives économiques, Paris, 1996,
- Tobin or not Tobin : une taxe internationale sur le capital - L'Esprit frappeur, 1999
- « Mondialisation : le capital rentier aux commandes » - Les Temps Modernes, n°607, Janeiro-Fevereiro 2000.
- Que se vayan todos ! Le peuple argentin se soulève avec Jean-Philippe Divès - Éditions Nautilus, Paris, 2002.
- Mondialisation et impérialisme Odile Castel, François Chesnais, Gérard Dumesnil...[et al.] - Éditions Syllepse, Paris, 2003
- La finance mondialisée : racines sociales et politiques, configuration, conséquences, sous la direction de François Chesnais - La Découverte, Paris, 2004
- Les dettes illégitimes - Quand les banques font main basse sur les politiques publiques. - Éditions Raisons d'Agir, Paris, Junho 2011. (ISBN 978-2-912107-60-2)
- Finance Capital Today: Corporations and Banks in the Lasting Global Slump - Brill, Leiden / Boston, 2016

### No Brasil
- A mundialização do capital (Editora Xamã, 1996)
- A mundialização financeira (Editora Xamã, 1998)
- Uma nova fase do capitalismo? (Editora Xamã, 2003)
- A finança mundializada (Boitempo Editorial, 2005)
- A finança capitalista (Editora Alameda, 2010)